# PRESENTS 〜THE GREATEST HITS IN 15YEARS〜
『PRESENTS 〜THE GREATEST HITS IN 15 YEARS〜』（プレゼンツ〜ザ・グレイテスト・ヒッツ イン フィフティーン イヤーズ）は、田原俊彦の7枚目のベスト・アルバム。1994年7月24日に、ポニーキャニオン / NAVから発売された。

## 背景
1991年に発売された『BEST 1987〜1991』以来、約3年ぶりとなるベスト・アルバムで、田原がジャニーズ事務所を退所し個人事務所『DOUBLE “T” PROJECT』を設立後初の作品となった。
今作はデビュー15周年記念アルバムとして、デビュー曲である「哀愁でいと」から1992年にリリースされた「雨が叫んでる」までのシングル楽曲（一部アルバム楽曲）を、杉山卓夫がニューアレンジを施した作品となっている。

## リリース
1994年7月24日に、ポニーキャニオンのNAVレーベルから発売された。

## 批評
| 専門評論家によるレビュー | 専門評論家によるレビュー |
| レビュー・スコア         | レビュー・スコア         |
| 出典                     | 評価                     |
| ------------------------ | ------------------------ |
| CDジャーナル             | 否定的                   |

『CDジャーナル』は、「ニュー・アレンジ／ニュー・ヴォーカルにしたことで多彩な曲調と引っ掛かりのないヴォーカルになってしまっているのが残念」と否定的に評価している。

## 収録曲
| 全編曲: 杉山卓夫。 |                                       |                                                  |                               |       |
| #                  | タイトル                              | 作詞                                             | 作曲                          | 時間  |
| 1.                 | 「哀愁でいと (NEW YORK CITY NIGHTS)」 | Andrew J.DiTaranto-Guy Hemric 日本語詞: 小林和子 | Andrew J.DiTaranto-Guy Hemric | 3:20  |
| 2.                 | 「悲しみ2ヤング」                     | 網倉一也                                         | 網倉一也                      | 4:29  |
| 3.                 | 「ジュリエットへの手紙」              | 宮下智                                           | 宮下智                        | 4:50  |
| 4.                 | 「原宿キッス」                        | 宮下智                                           | 筒美京平                      | 3:38  |
| 5.                 | 「さらば‥夏」                         | 岩谷時子                                         | Paul Anka & Bobby Goldsboro   | 3:58  |
| 6.                 | 「チャールストンにはまだ早い」        | 宮下智                                           | 宮下智                        | 3:21  |
| 7.                 | 「It's BAD」                          | 松本一起                                         | 久保田利伸                    | 4:08  |
| 8.                 | 「堕ちないでマドンナ」                | 佐藤ありす                                       | 佐藤健                        | 3:51  |
| 合計時間:          | 合計時間:                             | 合計時間:                                        | 合計時間:                     | 31:35 |

| 全編曲: 杉山卓夫。 |                                      |                                                      |                                   |       |
| #                  | タイトル                             | 作詞                                                 | 作曲                              | 時間  |
| 1.                 | 「センチメンタル・ハイウェイ」       | 銀色夏生                                             | 大沢誉志幸                        | 4:08  |
| 2.                 | 「どうする?」                        | 橋本淳                                               | 筒美京平                          | 3:43  |
| 3.                 | 「抱きしめてTONIGHT」                | 森浩美                                               | 筒美京平                          | 4:18  |
| 4.                 | 「愛しすぎて」                       | 松井五郎                                             | 都志見隆                          | 4:46  |
| 5.                 | 「ジャングルJungle」                 | 松井五郎                                             | 羽田一郎                          | 3:36  |
| 6.                 | 「THANX」                            | 及川眠子                                             | 筒美京平                          | 4:26  |
| 7.                 | 「雨が叫んでる -TELL BY YOUR EYES-」 | M.Masini & D.Melotti & R.Burchill 日本語詞: 松井五郎 | M.Masini & D.Melotti & R.Burchill | 5:36  |
| 合計時間:          | 合計時間:                            | 合計時間:                                            | 合計時間:                         | 30:33 |

## 参加ミュージシャン
- KEYBOARDS PLAYED BY 杉山卓夫, 柿崎洋一郎, 安部潤〔GRIOT〕
  - EXCEPT P.F PLAYED BY 高橋亜土, MOE IGUCHI
- E.GT PLAYED BY 松下誠, 羽田一郎, 是永巧一, 松川純一郎, 杉山卓夫
- SYNTHESIZER OPERATIONED BY 杉山卓夫, 柿崎洋一郎, 國友孝純, 古川貴司
- DRUMS PLAYED BY 山木秀夫, 小田原豊
- BASS PLAYED BY 高橋教之
- WOOD BASS PLAYED BY 吉野弘志
- PERCUSSION PLAYED BY マック清水
- HARMONICA PLAYED BY 八木のぶお
- WOOD WINGS PLAYED BY JAKE H. CONCEPTION
- BACKING VOCALS SANGED BY DALE SANDERS, MYRAH KAY, KIDO-HIYAMA-HIROTANI GROUP, A-mi

SPECIAL THANKS TO:
KOHJI HITOTSUGI, SEITSU YAMAGUCHI, Mr.TOTAKI, HIDEO SUGIYAMA, PETERSON, AKAI